# Разгибания ног
Разгиба́ния ног — физическое упражнение, используемое в силовых тренировках (в частности, в бодибилдинге) для развития четырёхглавой мышцы бедра. Упражнение изолированно действует на переднюю поверхность бедра, а потому для полноценной тренировки ног его необходимо дополнить другими упражнениями.

## Техника выполнения
Упражнение выполняется в специальном тренажёре. Выполняющий заводит согнутые ноги под специальные валики, после чего разгибает и сгибает ноги в коленях.